# Una ànima en silenci
Una ànima en silenci (títol original en anglès: The Quiet) és una pel·lícula estatunidenca dirigida per Jamie Babbit, estrenada el 2006.

## Argument
Dot, jove adolescent òrfena sorda i muda va a casa del seu padrí Paul Deer que viu amb la seva dona Olivia i la seva filla Nina. Però descobreix molt ràpidament que les relacions entre Nina i el seu pare són més que familiars. En efecte, els descobreix en alguns intercanvis amorosos que podria fer pensar en una relació. Mentre que Dot intenta saber-ne més i intenta fer-se una nova vida a l'institut, sap per Nina que aquesta última projecta de matar el seu pare el vespre del ball de fi d'any a mitjanit en punt. Coneix llavors Connor, un jugador de l'equip de basquet que sembla interessar-se en els seus handicaps. Però el vespre del ball, les coses no passen com estava previst ... I Nina descobreix que malgrat les aparences, els secrets poden ser tan difícils de revelar com de guardar.

## Repartiment
- Elisha Cuthbert: Nina Deer
- Camilla Belle: Dot
- Edie Falco: Olivia Deer
- Martin Donovan: Paul Deer
- Shawn Ashmore: Connor
- Katy Mixon: Michelle Fell
- David Gallagher: Brian
- Shannon Marie Woodward: Fiona
- Maria Cash: Mme Feltswatter
- Jo Baker: Myrna
- Steve Uzzell: M. Piln
- Ken Thomas: Oficial Jim
- Rudy Costa: Agent de policia
- Myrna Cabello: Cambrera